# 塔莱加奥恩达巴德
塔莱加奥恩达巴德（Talegaon Dabhade），是印度马哈拉施特拉邦浦那县的一个城镇。总人口42574（2001年）。

## 人口
该地2001年总人口42574人，其中男性22525人，女性20049人；0—6岁人口4808人，其中男2548人，女2260人；识字率79.39%，其中男性为83.44%，女性为74.83%。